# Rudy Sabounghi
 (mars 2022).
 (décembre 2016).
Rudy Sabounghi, né le 5 septembre 1955 en Égypte, est un scénographe et costumier.
Il travaille en Europe pour le théâtre, l’opéra et la danse.

## Biographie
Rudy Sabounghi suit sa scolarité dans la Principauté de Monaco, d’abord à l’école St-Charles et ensuite au Lycée Albert 1er. Il rejoint dès 1976 l’École des Arts décoratifs de Nice à la Villa Arson (section Scénographie). En 1979, il participe à un stage à Aix-en-Provence et rencontre celui qui deviendra son principal collaborateur aussi bien au théâtre qu’à l’opéra, Jean-Claude Berutti. En 1981, il obtient le DNSEP (Diplôme National Supérieur des Arts Plastiques). C’est de Bruxelles que viendront, dès 1983, les premières propositions professionnelles en tant qu’assistant : d’abord pour Karl Ernst Hermann, maître de la scénographie allemand qui met en scène Clemenza di Tito de Mozart à la Monnaie, suivi aussitôt dans ce même théâtre d’un assistanat pour Patrice Cauchetier sur Cenerentola de Rossini, montée par Jean-Marie Villégier.
Quasiment la même année et toujours à Bruxelles (au Théâtre Varia), il signe ses deux premières scénographies : Susn d’Herbert Achternbusch et La Cerisaie d’Anton Tchékov, toutes deux mises en scène par Michel Dezoteux.
Parallèlement, Patrice Cauchetier le propose comme assistant costumes sur L’Illusion de Corneille que prépare Giorgio Strehler, production qui sera la création d’ouverture du tout nouvel Odéon Théâtre de l’Europe dont Strehler est lui-même le directeur.
Dans cette période parisienne, un spectacle le marque, c’est la Bérénice de Racine, montée par Klaus Michaël Grüber à la Comédie Française. Connaissant les liens qui ont uni autrefois Strehler et Grüber, il se propose comme assistant costumes pour la production de Cenerentola que Grüber prépare pour le Châtelet, et finalement en cosignera les costumes avec Eduardo Arroyo. Parallèlement, il se voit confier ses deux premières scénographies en France : La Flûte enchantée 1983 et les Noces de Figaro 1984 de Mozart, mises en scène par Jean-Claude Auvray à l’Opéra de Montpellier. Ainsi s’est dessiné très tôt le triangle européen Allemagne, France et Italie, qui seront les principaux pôles de son futur parcours.
Côté germanique, depuis 1986, la collaboration avec Grüber se poursuivra avec régularité jusqu’à son dernier spectacle en 2007, Boris Godounov de Modeste Moussorgsky (opéra de Zurich). À partir de 1998, celle avec Luc Bondy et sa Phèdre de Racine à Vidy-Lausanne se poursuivra jusqu’au Lear de Shakespeare pour le Burgtheater de Vienne en 2007. Depuis, c’est par sa collaboration avec Jean-Claude Berutti qu’il poursuit son parcours allemand avec les Ensembles de Dortmund, Essen, Nuremberg et du Kammerspiel de Hambourg.
Côté italien, étant dans les murs du Théâtre de l’Europe au début de sa création, il crée les décors des jeunes metteurs en scène collaborateurs de Strehler, à l’Odéon : Enrico d’Amato, Hennig Braukhaus et une coproduction avec le Piccolo Teatro de Milan Les Amoureux de Molière, mise en scène par Christian Rist en 1984. C’est en 1997 qu’il collabore avec l’autre grand maître du théâtre italien, Luca Ronconi, d’abord à la Monnaie de Bruxelles sur Otello de Rossini, puis sur Re Lear Shakespeare au Teatro Argentina de Rome en 1998. Plus récemment en 2008, Amica de Mascagni à l’Opéra de Rome, mise en scène de Jean-Louis Grinda.
Côté français, avec Jean-Claude Berutti depuis 1985, il crée les décors des opéras La Bohême (1985), Manon Lescaut (1991) de Puccini, quasiment simultanément avec la résidence de Christian Rist au Théâtre de l’Athénée pour qui il crée la scénographie et les costumes. C’est en 1989 qu’il entame une collaboration fructueuse avec Jacques Lassalle qui dure jusqu’en 2000, avec notamment la Serva Amorosa de Goldoni et Dom Juan de Molière à la Comédie Française. Cette longue collaboration se termine par Médée d’Euripide dans la Cour d’Honneur d’Avignon au Festival 2000. La nomination en 2002 de Jean-Claude Berutti à la tête de la Comédie de St-Etienne fait poursuivre ce parcours français avec des titres comme La Gonfle de Roger Martin du Gard, Zelinda et Lindoro de Carlo Goldoni en 2006, Macbeth de Heiner Müller en 2010.
En 2011, Christian Schiaretti lui propose de créer le décor de Ruy Blas de Victor Hugo pour l’ouverture de la nouvelle salle du TNP de Villeurbanne. Il travaille également avec la toute jeune génération : Débris de Vladimir Steyaert, Huis Clos de Jean-Paul Sartre par Denis Kelly, Ligne de Partage des Eaux d'Alex Lorette et Laurent Brethome, ou encore Orféo de Monteverdi et Riquet d'Antoine Herniotte au Festival d’Avignon 2015. En 2016, pour l’ouverture de la première saison d’Eric Ruf à la Comédie Française, il réalise la scénographie de Père d' August Strindberg mis-en-scène par Arnaud Desplechin.
Depuis 1997 il retrouve de l’activité à Monaco en participant régulièrement au Bal de la Croix Rouge et depuis 2008 à l’Opéra de Monte-Carlo avec Jean-Louis Grinda pour les scénographies telles que : Don Giovanni de Mozart, Falstaff, Traviata de de Verdi, Rheingold de Wagner et Le Joueur de Prokofiev.
Côté chorégraphique, son activité se concentre autour de trois noms : Bertrand d’At, Anne Teresa de Keersmaeker et Lucinda Childs.
Il intervient également dans les écoles de théâtre en scénographie et costumes : au Pavillon Bosio de Monaco, au TNS de Strasbourg et à l’ENSATT de Lyon.

## Théâtre
- 1982 : 1re scénographie Susn d’Herbert Achternbusch mise en scène Michel Dezoteux Théâtre Varia Bruxelles
- 1982-83 : assistanats à la Monnaie de Bruxelles sur Clemenza di Tito Mozart mise en scène : Karl Ernst Hermann et Cenerentola Gioachino Rossini mise en scène : Jean-Marie Villégier, et à l’Odéon Théâtre de l’Europe l’Illusion Pierre Corneille mise en scène : Giorgio Strehler.
- 1984 : 1re scénographie en France La Flûte enchantée Mozart mise en scène : Jean-Claude Auvray Opéra de Montpellier.
- 1985 : début de la collaboration avec Jean-Claude Berutti : La Bohème Giacomo Puccini Opéra d’Avignon.
- 1986 : début de la collaboration avec Klaus Miachaël Grüber : Cenerentola Gioachino Rossini Châtelet.
- 1988 : 1re collaboration avec Pierre Constant : Werther Jules Massenet opéra de Nantes.
- 1990 : début de la collaboration avec Jacques Lassalle La Fausse Suivante Marivaux Comédie-Française.
- 1991 : 1re création en Allemagne Amphitryon Kleist mise en scène Klaus Michaël Grüber Schaubhüne Berlin.
- 1992 : début de la collaboration avec Anne Teresa de Keersmaeker Mozart’s Concerts Arias, Cour d’honneur du Palais des Papes Avignon.
- 1993 : 1re scénographie dans Cour d’honneur du Palais des Papes Avignon Dom Juan Molière mise en scène : Jacques Lassalle.
- 1994 : Lear de William Shakespeare mise en scène : Luca Ronconi ouverture de saison du Teatro Argentina à Rome.
- 1995 : Dom Juan Brooklyn Academy of Music à New-York (tournée de la Comédie-Française).
- 1998 : Le Château de Barbe Bleue Béla Bartok 1re mise en scène lyrique d’Anne Teresa de Keersmaeker Monnaie de Bruxelles.
- 1998 : Phèdre Racine à Vidy Lausanne et Macbeto Verdi au Festival d’Edimbourg débuts de la collaboration avec Luc Bondy.
- 1999 : le Couronnement de Poppée Claudio Monteverdi Festival d’Aix-en-Provence mise en scène : Klaus-Michaël Grüber.
- 2001 : Médée Euripide, scénographie dans Cour d’honneur du Palais des Papes Avignon fin de la collaboration avec Jacques Lassalle.
- 2002 : Rusalka Atonin Dvorak, Opéra de Lyon mise en scène : Jean-Claude Berutti
- 2002 : Daphnis & Chloé Ravel, Opéra de Genève 1re collaboration avec Lucinda Childs.
- 2004 : Cruel & Tender Martin Crimp Young Vic Londres et Hercules Haendel, Festival d’Aix-en-Provence mise en scène : Luc Bondy.
- 2005 : Idoménée Mozart, Scala de Milan, mise en scène : Luc Bondy.
- 2006 : Hercules Haendel Brooklyn Academy of Music à New-York (tournée Arts Florissants).
- 2007 : Lear de William Shakespeare Wiener Festwochen, Burgtheater Vienne dernière collaboration avec Luc Bondy.
- 2008 : Don Giovanni Mozart, 1re collaboration avec Jean-Louis Grinda à l’Opéra de Monte-Carlo.
- 2008 : Boris Godounov Moussorgski, dernier spectacle de Klaus-Michaël Grüber, Opéra de Zurich.
- 2011 : Ruy Blas 1re collaboration avec Christian Schiaretti réouverture du TNP.
- 2012 : Traviata mise en scène : Deborah Warner Wiener Festwochen au Theater an der Wien.
- 2013 : Ernani Giuseppe Verdi, Opéra de Vilnius mise en scène : Jean-Claude Berutti.
- 2013 : Rheingold Richard Wagner, Fête Nationale monégasque au Forum Grimaldi, mise en scène : Jean-Louis Grinda.
- 2015 : Père August[pas clair] Strindberg, scénographie de la 1re mise-en-scène de théâtre d’Arnaud Desplechin Comédie Française.
- 2017 : Lucia di Lamermoor G. Donizetti mise en scène : Jean-Louis Grinda New National Theater Tokyo.
- 2017 : Cyrano de Bergerac E. Rostand mise en scène : Jean Liermier Théâtre de Carouge
- 2018 : Don Giovanni Mozart mise en scène : Jean-Claude Berutti Opéra de Trèves

## Distinctions

### Récompense
- Prix du syndicat de la critique 1994 : meilleur créateur d'élément scénique pour Dom Juan

### Nominations
- Molières 1996 : Molière du décorateur pour Gertrud
- Molières 2001 : Molière du décorateur pour Médée

### Décoration
- Chevalier de l'ordre du Mérite culturel de Monaco Il est fait chevalier le 18 novembre 2013[1].

## Sources
1. Les desseins européens de Rudy Sabounghi Rencontre avec le décorateur et costumier qui monte… (https://www.lemonde.fr/archives/article/1990/05/08/les-desseins-europeens-de-rudy-sabounghi-rencontre-avec-le-decorateur-et-costumier-qui-monte-qui-monte_3956971_1819218.html?xtmc=rudy_sabounghi&xtcr=43[2]) par Olivier Schmidtt dans Le Monde 8 mai 1990.
2. Rudy Sabounghi voulait être « l’autre premier lecteur » (https://www.lemonde.fr/archives/article/1998/09/23/rudy-sabounghi-voulait-etre-l-autre-premier-lecteur_3662393_1819218.html?xtmc=rudy_sabounghi&xtcr=20)[3] par Jean-Louis Perrier dans Le Monde 23 septembre 1998.
3. Un homme bien dans le décor () par Brigitte Hernandez dans Le Point 20 mars 1999.
4. La Cour en habit de lumière () par Nita Rousseau dans Le Nouvel Observateur 8-14 juillet 1993.
5. Sabounghi sur le Ring (http://www.monacohebdo.mc/?s=5.%09Sabounghi+sur+le+Ring+[4]) par Milena Radoman dans Monaco Hebdo 14 au 21 novembre 2013.
6. Scénographes en France 1975/2012 Rudy Sabounghi pages 166 à 169[5]. Chez ACTES SUD mai 2013